# Discomyza eritrea
Discomyza eritrea är en tvåvingeart som beskrevs av Cresson 1935. Discomyza eritrea ingår i släktet Discomyza och familjen vattenflugor. Inga underarter finns listade i Catalogue of Life.